# Загнитков
Загнитков (укр. Загнітків) — село, относится к Подольскому району Одесской области Украины. Находится в крайней северо-западной части области на границе с Песчанским районом Винницкой области и на границе с Молдавией (Каменский район Молдавской Республики).
Население на 2015 год составляло 2800 человек. Почтовый индекс — 66012. Телефонный код — 4867. Занимает площадь 6,82 км².

## Местный совет
66051, Одесская обл., Подольский р-н, с. Загнитков

## Известные уроженцы
- Варшавский, Иван Николаевич (род. 1938) — Герой Социалистического Труда, кавалер орденов Ленина, «Знак Почета». Бригадир монтеров пути СМП-596 треста БАМстроймеханизация. Бригада И. Н. Варшавского (вместе с бригадой А. В. Бондаря) 29 сентября 1984 года соединила «золотым звеном» рельсы БАМа на разъезде Балбухта в Читинской области, ознаменовав тем самым открытие сквозного движения поездов на всем протяжении Байкало-Амурской магистрали.
- Спатар, Иван Парфенович(1919-1985) - начальник Башкирского отделения Куйбышевской железной дороги (1962-1982), кавалер двух орденов Ленина, ордена Октябрьской революции, Трудового Красного Знамени. Почетный железнодорожник СССР[2].

## Достопримечательности
Неподалёку от села на правом берегу реки Майстриха расположена Пещера Кармалюка (Загнитковский пещерный скит). Местное население связывает создание пещеры с фигурой Устима Кармалюка - предводителя крестьянского движения на Подолье в 1813—1835 гг. Пещера могла использоваться в качестве пункт наблюдения во времена восстания. Позже пещера, судя по надписям, использовалась в качестве скита православным отшельником.

## Галерея

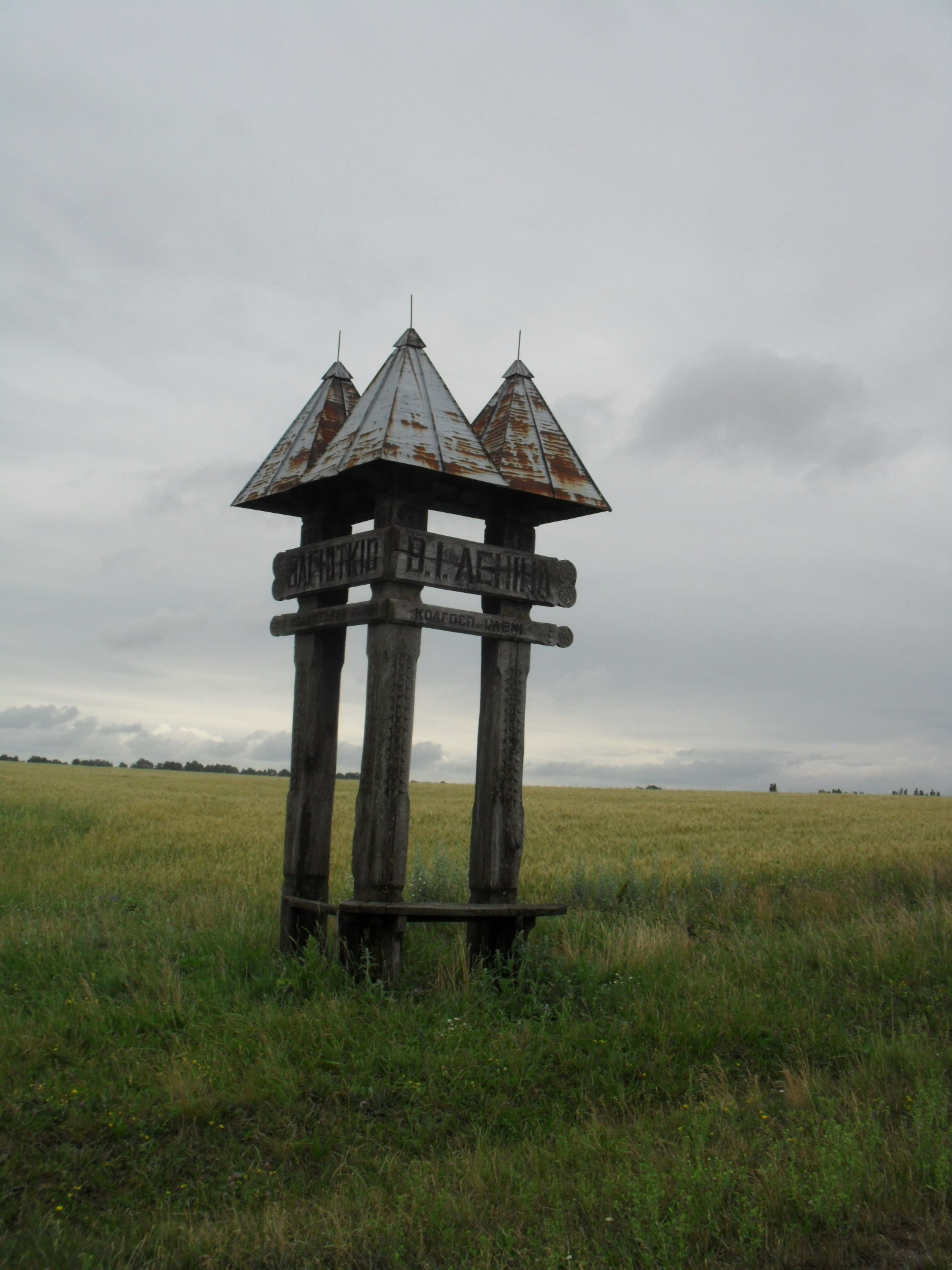
Знак на въезде на территорию сельсовета
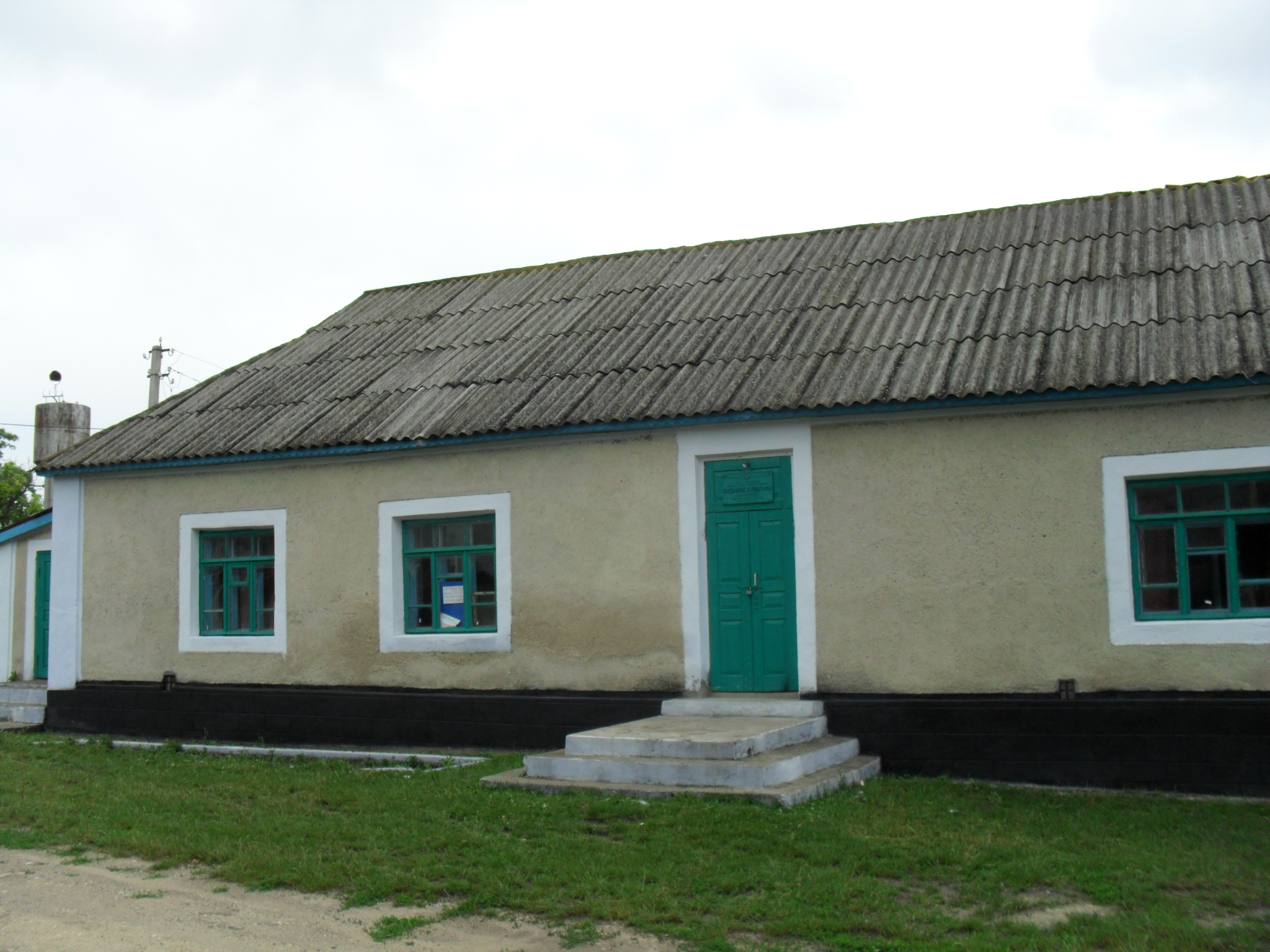
Дом культуры
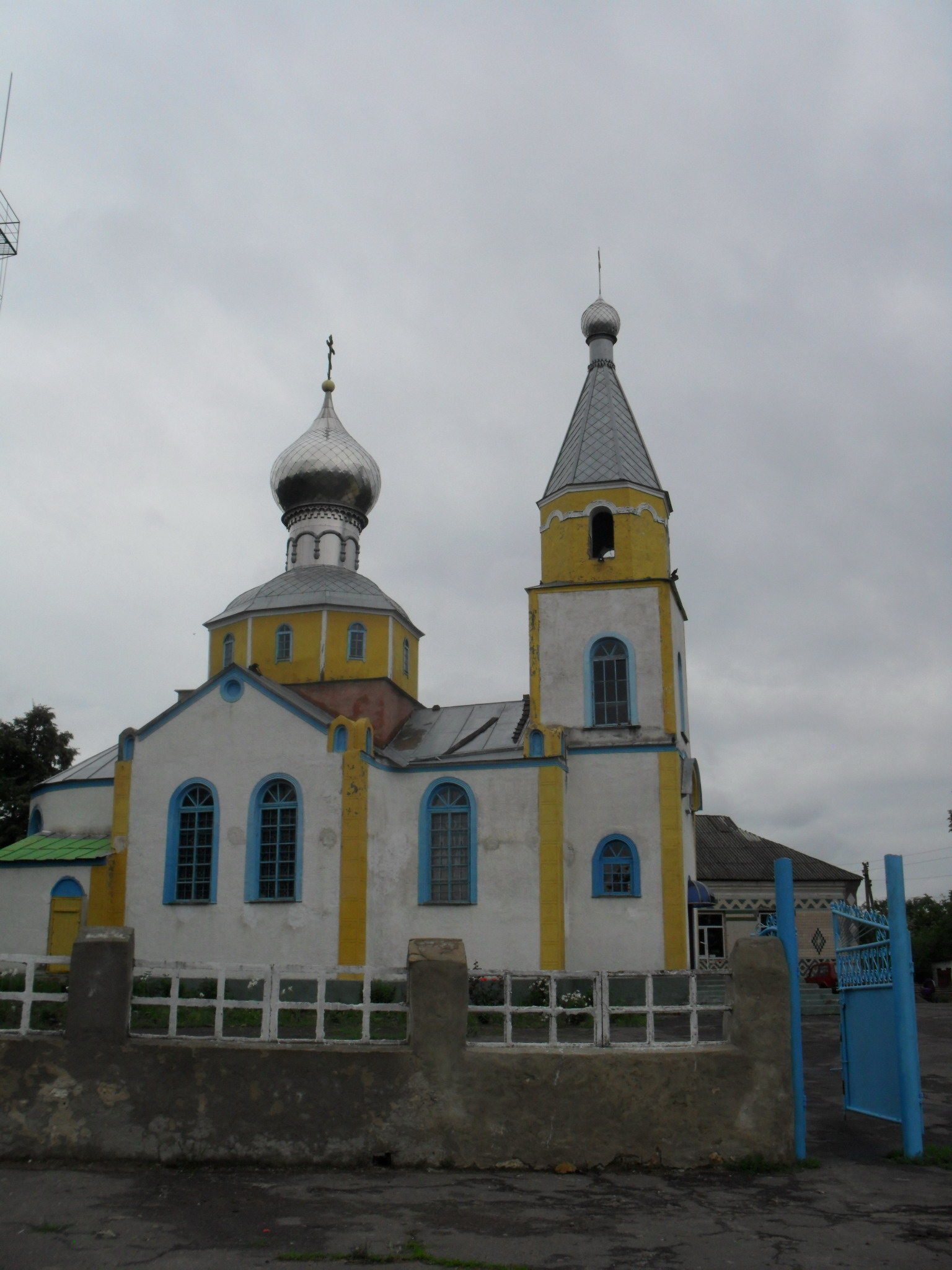
Церковь
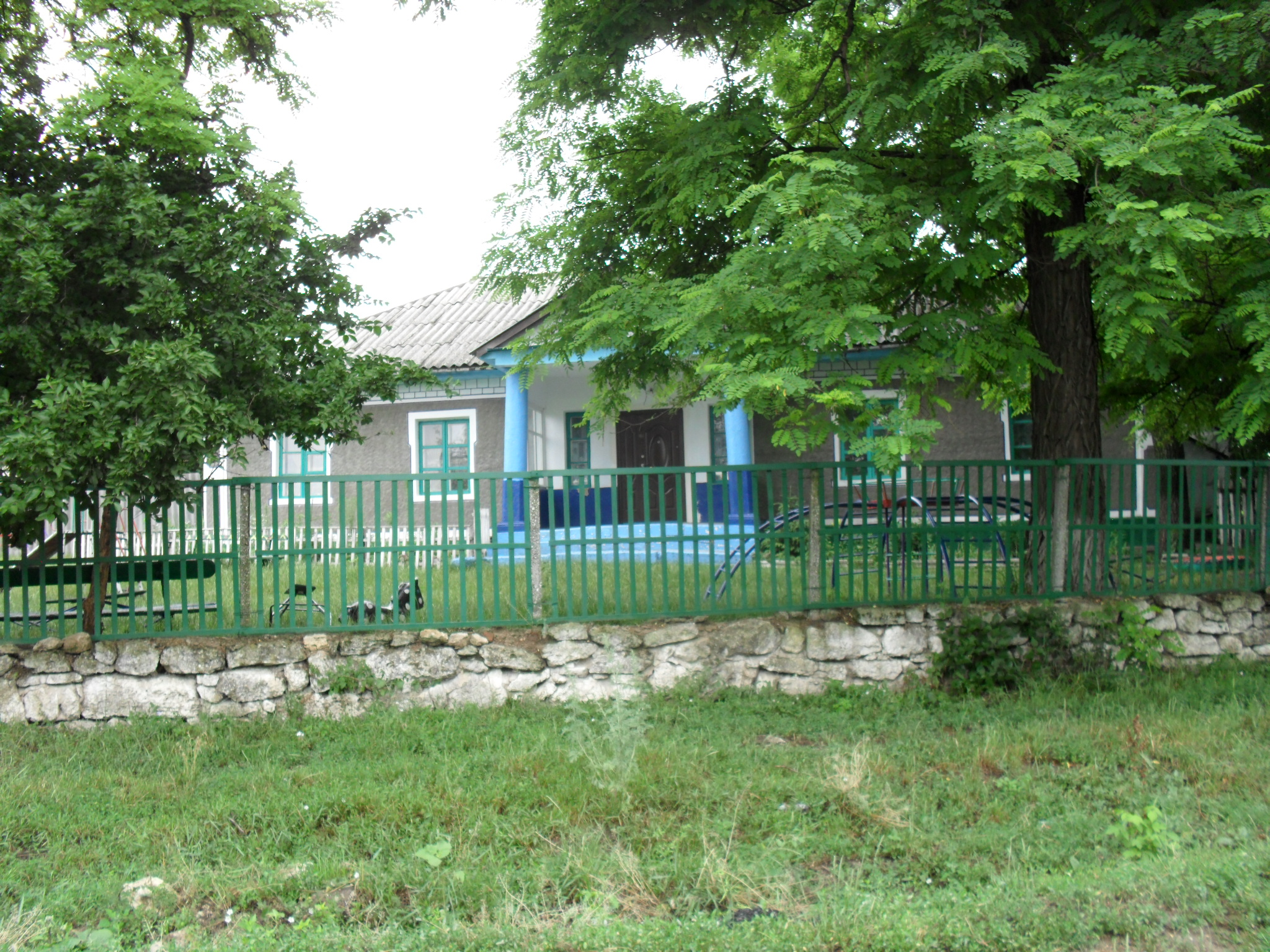
Детский сад
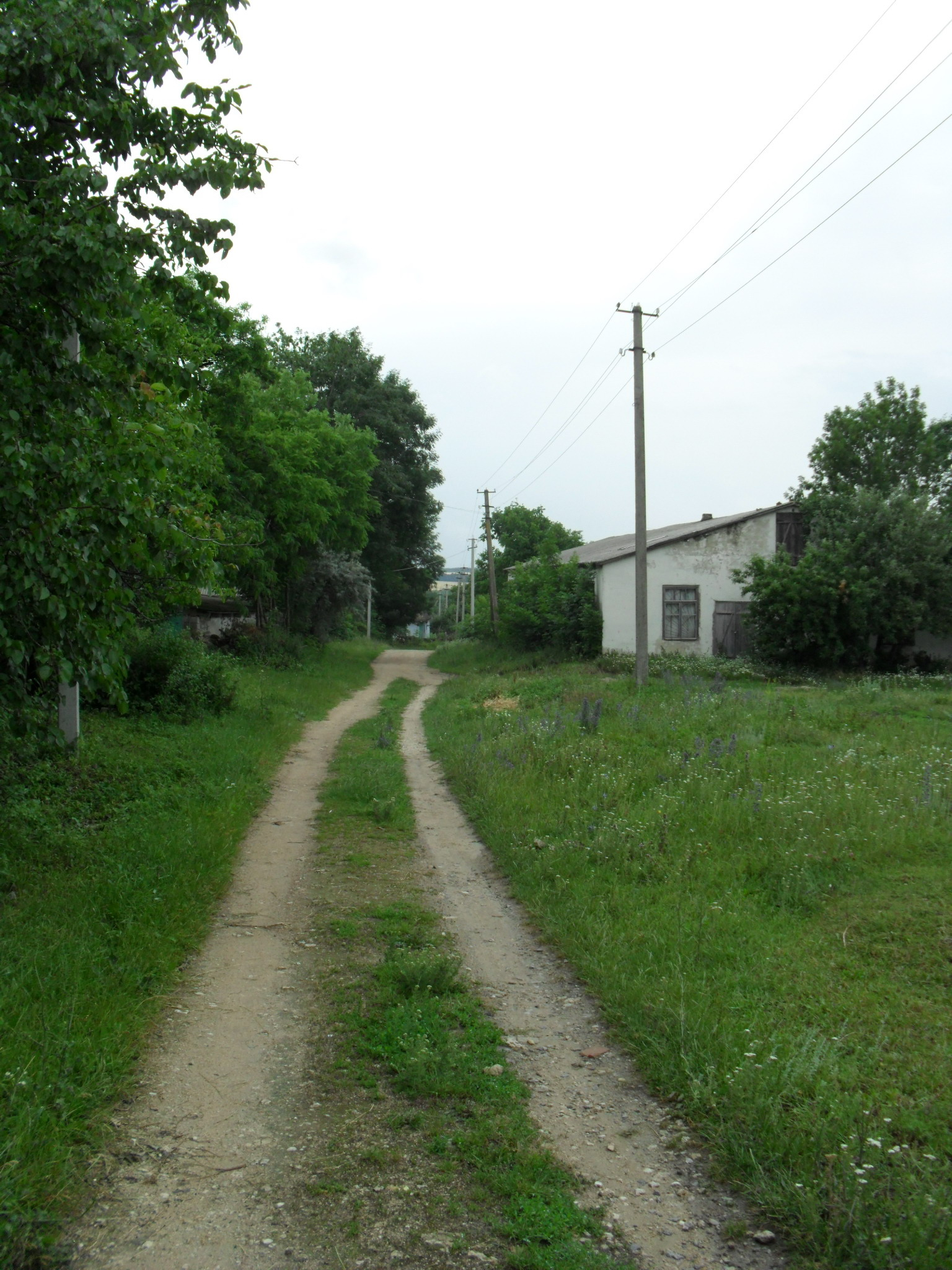
Одна из улиц в центральной части села